# Mario Casas
Mario Casas, född 12 juni 1986, är en spansk skådespelare.
Casas har bland annat medverkat i Tv-serien Los hombres de Paco (2007-2021). Han har även medverkat i filmerna Bird Box Barcelona från 2023 och Palmer i snön från 2015.

## Filmografi (i urval)
- 2007–2021 – Los hombres de Paco (TV-serie)
- 2015 – Palmer i snön
- 2023 – Bird Box Barcelona